# 9421 Віолілла
9421 Віолілла (9421 Violilla) — астероїд головного поясу, відкритий 24 грудня 1995 року.
Тіссеранів параметр щодо Юпітера — 3,525.